# Prionofrontia
Prionofrontia é um gênero de traça pertencente à família Arctiidae.